# V842 Centauri
Nova V842 Centauri a apărut în constelatia Centauri in 1986 cu magnitudine 4.6

## Coordonate delimitative
Ascensie dreaptă: 14h 35m 52s.07
Declinație:  −57° 37' 34".2